# История Варшавы

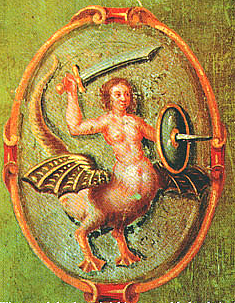
Варшавская русалка на изображении 1659 года

История Варшавы неразрывно связана с историей Польши. Первые укреплённые поселения возникли на территории нынешней Варшавы в IX веке, на протяжении многих столетий история города концентрировалась вокруг района под современным названием Старый город.
За свою историю город пережил ряд многочисленных эпидемий, нашествий и военных сражений, разрушительных пожаров, также подвергался запрету на дальнейшее расширение. Наиболее тяжёлыми испытаниями для Варшавы стали вторжение шведов (1655—1660), Северная война (1702, 1704, 1705), Война за польское наследство, Варшавская заутреня (1794), Штурм Праги (1794), Польское восстание (1830), Польское восстание (1863), Первая мировая война, Оборона Варшавы (1939) и воздушные бомбардировки во время её, Восстание в Варшавском гетто, Варшавское восстание (1944) с последующим превращением в руины немецкими оккупантами почти всего города.
Город был и местом других важных, но менее разрушительных событий. Здесь выбирались короли Польши, собирался польский парламент (Сейм), поляки одерживали победу над большевиками во время Варшавской битвы 1920 года.

## Ранняя история
Территория, занимаемая современной Варшавой, обитаема по крайней мере 1400 лет. Некоторые археологические находки датируются временем лужицкой культуры.
Первыми укреплёнными поселениями на месте Варшавы считаются Бродно (IX или X век), Камион (XI век) и Яздув (XII или XIII век).

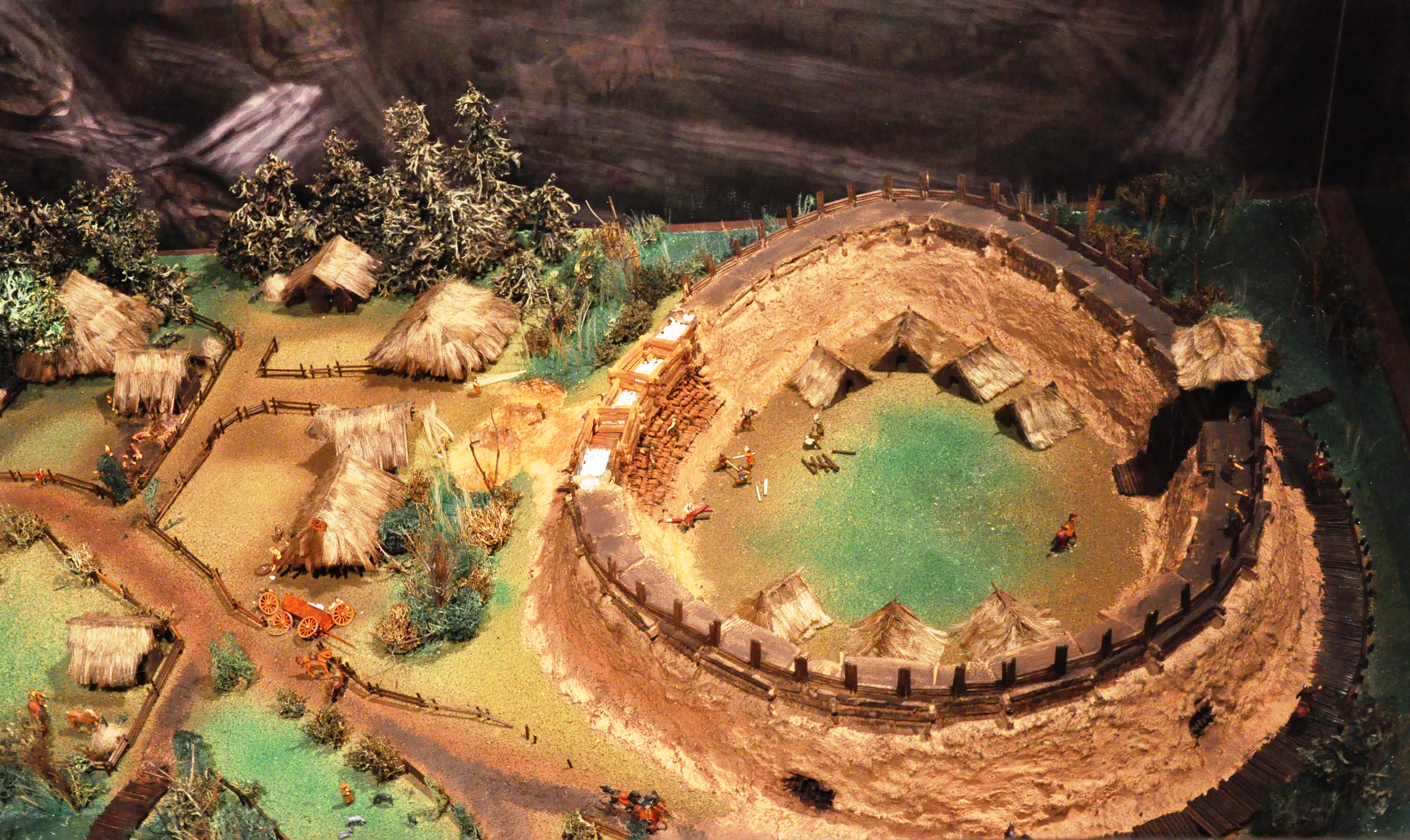
Макет городища в Бродно (Таргувек) в Археологическом музее Варшавы

Бродно было небольшим поселением на северо-востоке современной Варшавы, разрушенным около 1040 года во время восстания Миеслава — одного из мазовецких местных князей. Камион был основан около 1065 года невдалеке от сегодняшней железнодорожной станции Варшава-Восточная (район Камионек), Яздув — до 1250 года около современного здания Сейма. Яздув был разрушен дважды — в 1262 году литовцами, в 1281 году плоцким князем Болеславом II Мазовецким. На месте рыбацкой деревушки в 3,5 км к северу от Яздува князь Болеслав II основал поселение Варшова. Князь Конрад II Черский, брат Болеслава и его преемник, построил деревянный костёл, в дальнейшем разрушенный литовцами. На этом месте Конрад приказал построить кирпичную церковь, получившую имя Святого Иоанна Крестителя и позднее ставшую собором.
Первый исторический документ, подтверждающий существование Варшавы, датируется 1313 годом. Более достоверная информация о возрасте города содержится в судебном деле против Тевтонского ордена, которое велось в варшавском Соборе Св. Иоанна в 1339 году.

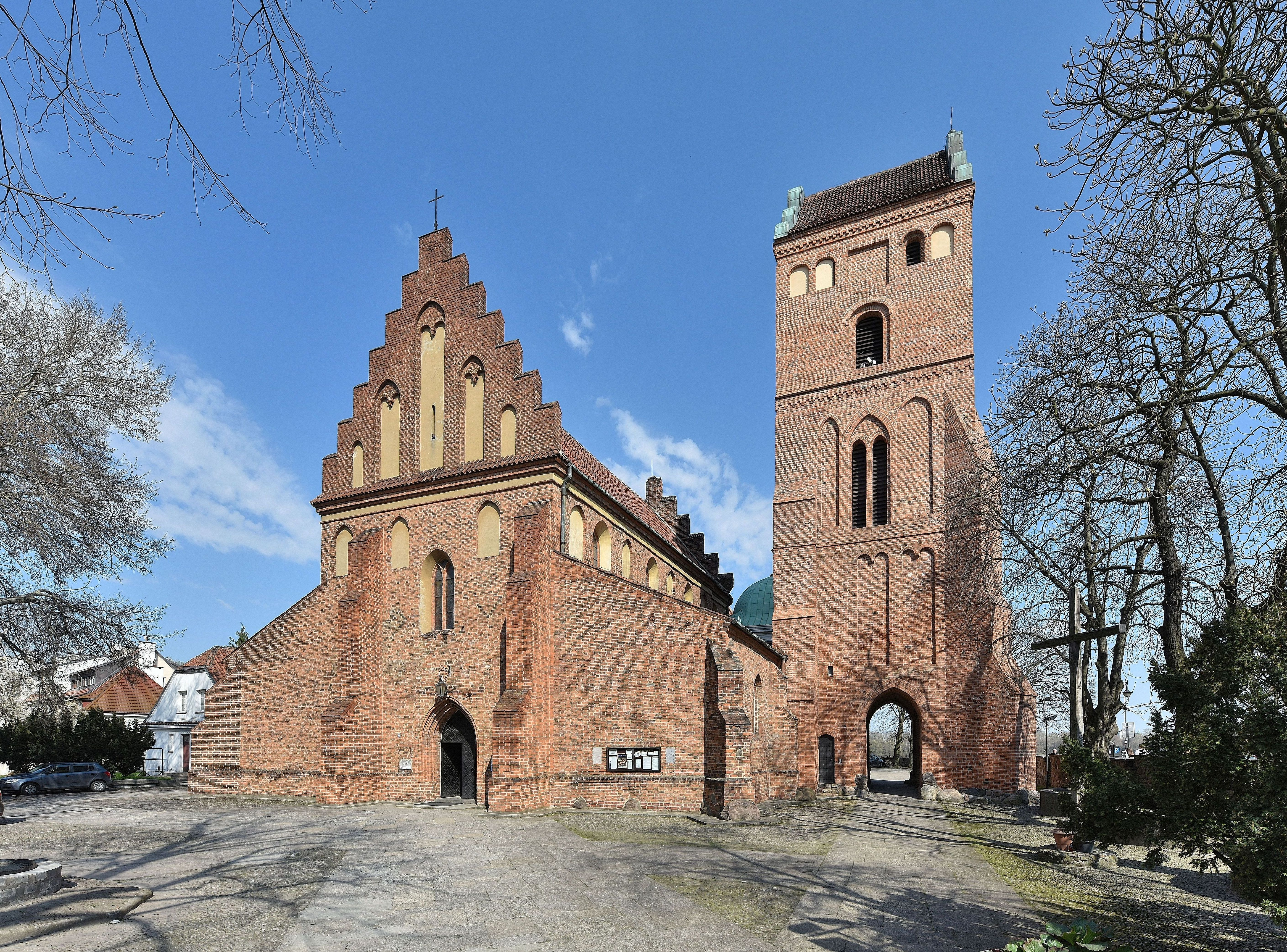
Костёл Посещения Пресвятой Девой Марией Елизаветы в Новом городе, построенный в 1411 году

В начале XIV века Варшава стала одной из резиденций мазовецких князей, став столицей Мазовии в 1413 году (князь Януш Мазовецкий). Экономика Варшавы XIV века базировалась на ремёслах и торговле. Горожане были однородны в национальном составе, но существовала большая разница в их финансовом положении.
В это время в Варшаве проживало около 4500 человек. В XV веке город стал расширяться — за северной городской стеной появилось поселение, названное Новым городом, в отличие от уже существующего поселения — Старого города. Эти два городских поселения обладали своими городскими уставами и собственными правительствами. Целью создания Нового города было урегулировать размещение новых поселенцев (в основном евреев), которым запрещалось селиться в Старом городе|
В 1515 году во время Русско-литовской войны русское войско, вероятно, сожгло бо́льшую часть старой Варшавы. Растущая социальная и финансовая дифференциация привела в 1525 году к первом бунту варшавской бедноты против богатого слоя горожан, обладающих и властью. В результате этого восстания так называемое третье сословие было принято в городские органы власти, образованные знатью: городской совет и суд. Таким образом, начало борьбы жителей Варшавы за социальное освобождение датируется 1525 годом.
С пресечением местной княжеской династии Варшава в 1526 году была включена в Польское королевство (существует версия, что последний мазовецкий князь Януш III был отравлен по приказу польской королевы Боны Сфорца, жены Сигизмунда I).

## 1526—1700
В 1529 году в Варшаве впервые собрался польский сейм, а с 1569 года в подавляющем большинстве случаев сейм заседал в Варшаве. По этой причине итальянский архитектор Джованни ди Квадро перестроил Королевский замок, придав ему стиль ренессанса. Включение Мазовии в Польское государство привело к бурному экономическому развитию города, о чём свидетельствует рост населения Варшавы: в это время в ней проживало 20 000 человек против 4 500 столетием ранее.

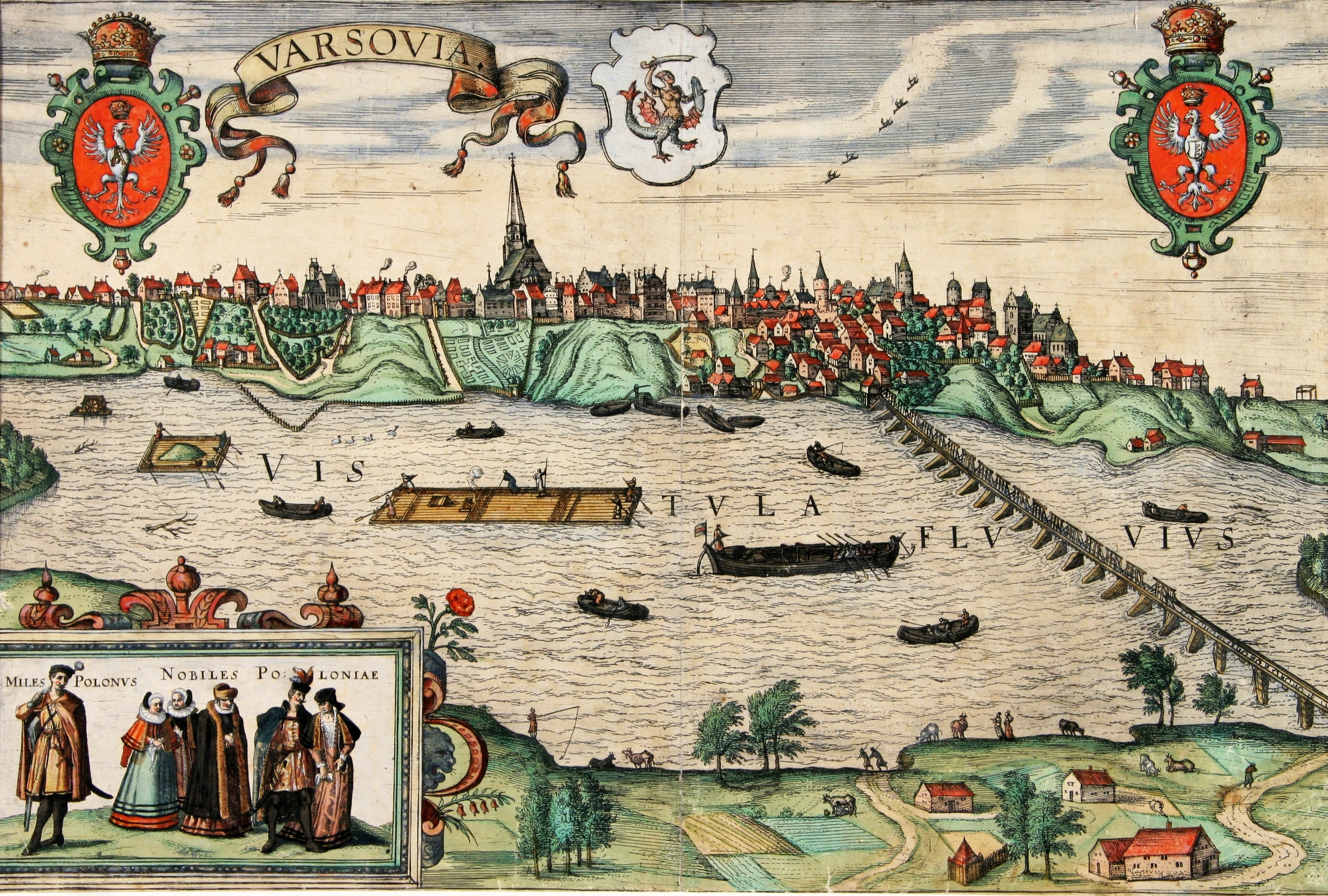
Вид на Варшаву конца XVI века, Франс Хогенберг

В 1572 году умер последний представитель династии Ягеллонов Сигизмунд II Август. На польском сейме 1573 года было принято решение, что впредь польские короли будут выбираться польской знатью. На нём же был принят акт Варшавской конфедерации, определивший основы веротерпимости в Польско-Литовском государстве. Первые «свободные выборы» (в польском: wolna elekcja) состоялись в апреле-мае 1573 года в Камене (нынешний район Камионек, рядом с современной ж/д станцией Всходня). Следующие выборы спустя всего лишь 2 года (в 1575 году, когда Стефан Баторий стал королём), состоялись в другом варшавском пригороде — Вьелка Воля. (нынешний запад города, район Воля).

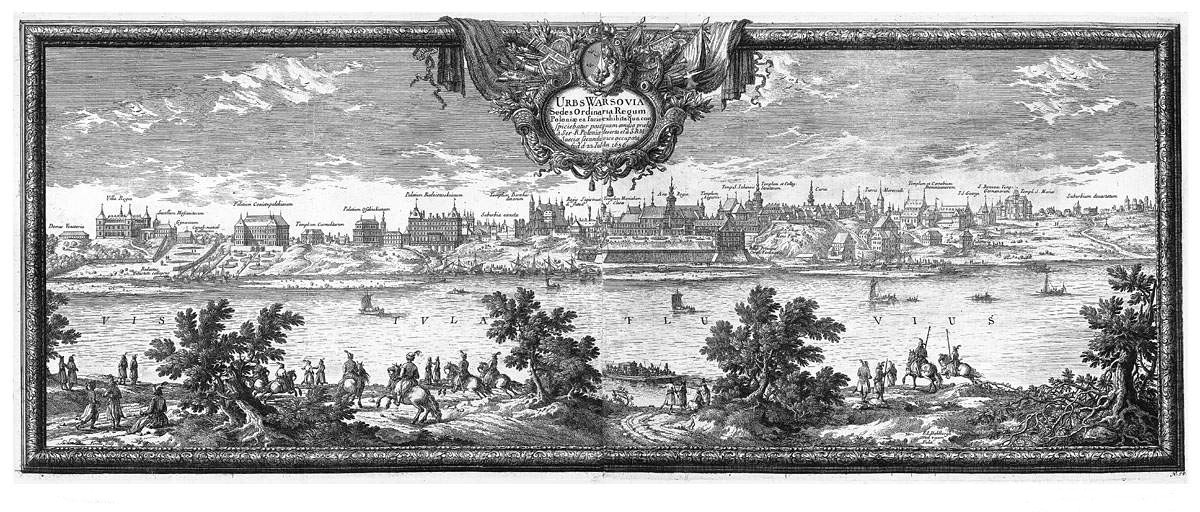
Вид на Варшаву в 1656 году Эрика Дальберга

Благодаря своему центральному расположению между 2 столицами Речи Посполитой — Краковом и Вильнюсом, а также тому, что Гданьск, которому постоянно угрожали шведы, располагался достаточно недалеко, Варшава стала столицей Речи Посполитой и в то же время и самой Польши в 1596 году, когда Сигизмунд III переехал сюда вместе со своим двором из Кракова. К такому решению короля подтолкнул случившийся в краковском Вавеле пожар. Королевский архитектор Санта Гуччи принялся за реконструкцию Варшавского замка в барочном стиле, поэтому король постоянно там не проживал, но с 1611 года обосновался там навсегда. во время превращения Варшавы из одного из главных польских городов в столицу страны её население насчитывало уже 14 000 человек. В пределах стен Старого города стояло 169 домов; за пределами городских стен их число достигало 204 дома, а в пригородах было более 320 домов. В 1576 году был построен первый постоянный мост через Вислу, но в 1603 году он был разрушен ледяным покровом реки и до 1775 года не существовало постоянного пути сообщения между Варшавой и Прагой на правом берегу Вислы.
В последующие годы город рос в сторону пригородов. Представителями знати было основано несколько юридически независимых районов, где они управляли по своим собственным законам. Такие районы назывались юридиками (пол. jurydyka) и были населены ремесленниками и торговцами. Одной из таких «юридик» была Прага, получившая статус города в 1648 году. Пик степени их независимости пришёлся на период восстановления Варшавы после шведского нашествия, сильно разрушившего город. Три раза между 1655-1658 годами Варшава подвергалась осаде и три раза она была взята и разграблена шведскими, бранденбургскими и трансильванскими войсками. Они, главным образом шведы, присвоили себе большое количество ценных книг, картин, скульптур и других предметов искусства. Архитектура середины XVII века Старого города и Нового города Варшавы сохранилась вплоть до нацистского вторжения. В зданиях преобладал стиль позднего ренессанса с готическими постройками, не пострадавшими от пожара 1607 года. В XVII и начале XVIII веков, во времена могущественной знати, многочисленные барочные резиденции выросли вокруг Варшавы. В 1677 году король Ян III Собеский велел начать строительство своей резиденции в стиле барокко в Вилянуве, деревне в 10 км к югу от Старого города.

## 1700—1795

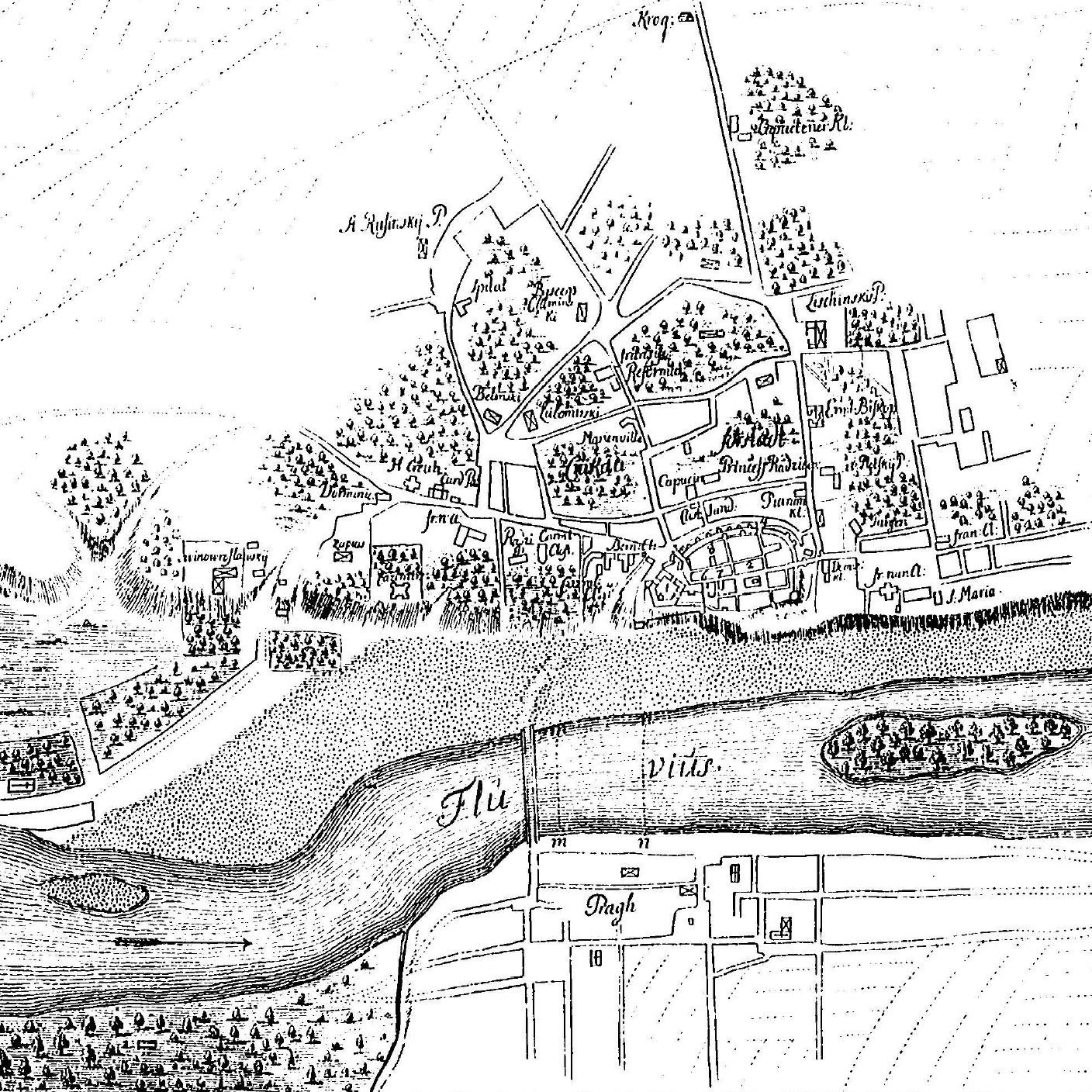
Карта города 1705 года из Theatrum Europeanum.

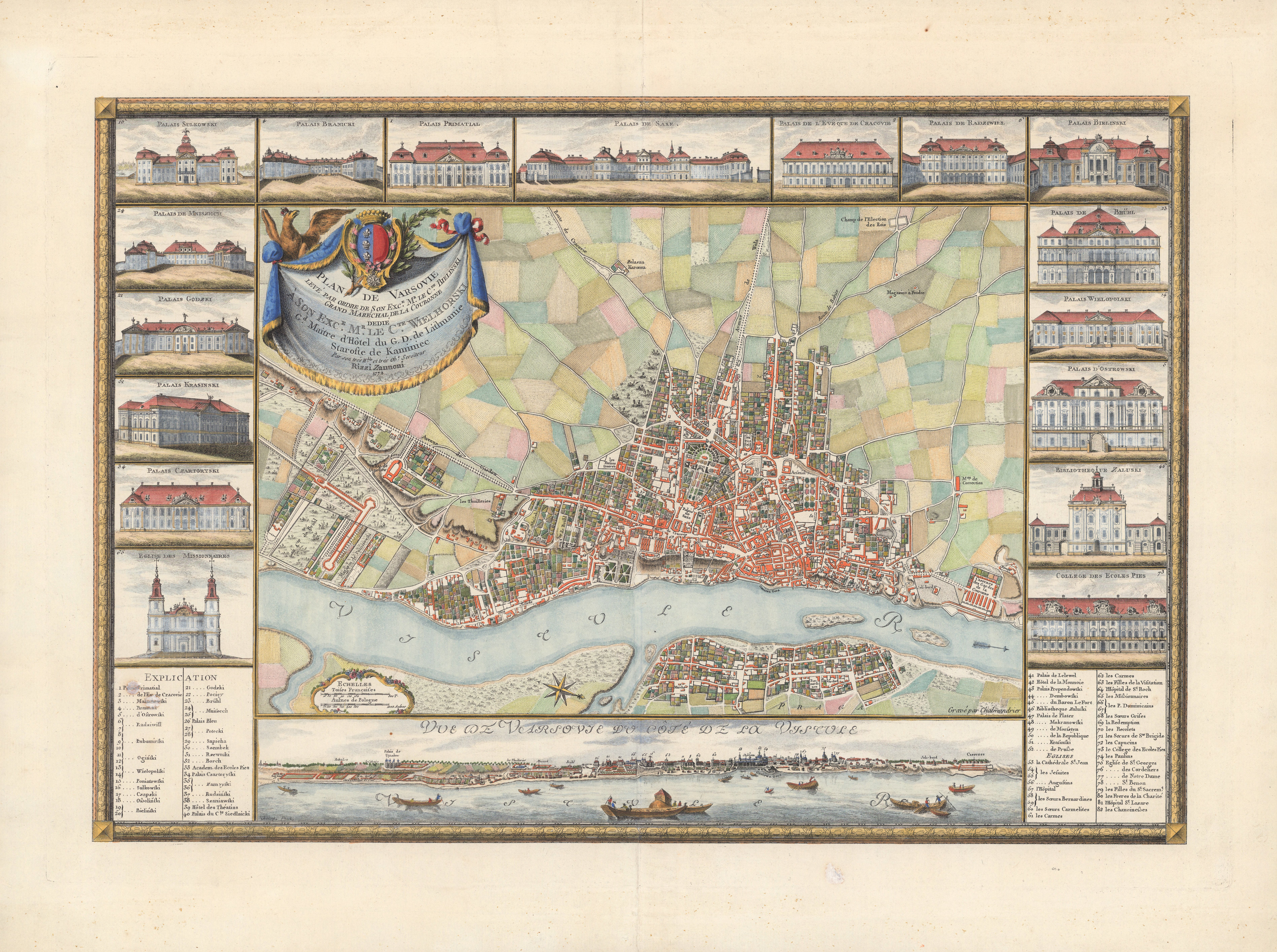
План Варшавы, 1772 г.

Ряд политических последствий после смерти короля Яна III Собеского привёл к периоду упадка силы государства по сравнению с другими европейскими державами. Новый король, саксонский курфюрст Фредерик Август, выбранный в 1697 году, взял имя Августа II. Новый монарх был более обеспокоен судьбой своей родины, Саксонии, нежели Польшей. В то же время польская шляхта начала бороться за увеличение своих прав с польской короной, не заботясь о сохранении позиций королевства, завоёванных в XVII веке. Кроме того, правители соседних держав России (Пётр I) и Швеции (Карл XII) постепенно расширяли собственные границы, укрепляя свою власть. В 1700 году началась Северная война между этими двумя государствами; Август II опрометчиво присоединился к стороне Петра I. Децентрализованное Польское королевство не обладало мощью, чтобы стать важным игроком в этой войне, а потому стало лишь одним из полей битбы между двумя правителями. Варшава была несколько раз осаждёна — сначала в 1702 году шведскими войсками. Город сильно страдал от шведской оккупации. Под давлением шведов в июне 1704 года польская знать низложила Августа II и в районе Велька Воля избрала нового короля — про-шведски настроенного воеводу Познани Станислава Лещинского. Вскоре после этого ход войны изменился и 1 сентября 1704 года Август II с помощью саксонской армии вернул себе Варшаву после 5 дней бомбардировок тяжёлой артиллерии. Август в очередной раз потерял Варшаву после поражения в битве 31 июля 1705 года, произошедшей между современной ж/д станцией Варшава Заходня и Велька Волей, в которой 2 000 шведов побили 10 000 солдат польско-литовско-саксонской армии. Только после этого Станислав Лещинский смог официально короноваться, что и сделал в октябре того же года. В 1707 года, согласно мирному соглашению между Августом II и Карлом XII, русские войска заняли Варшаву. Через 2 месяца они покинули город. Несколько раз в течение Северной войны Варшава была обложена контрибуциями. Лещинский правил до 1709 года, пока Россия не нанесла шведам поражение под Полтавой, вынудив шведскую армию покинуть Польшу. Вследствие этого же поражения шведов Август II вновь стал королём Польши. С 1713 года периодически русские и саксонские войска останавливались в Варшаве, которые вели себя в ней как оккупанты. Кроме бедствий войны Варшава пережила в это время эпидемию (1708), наводнение (1713) и неурожаи.
| 1. Старый город 2. Новый город 3. Шимановская 4. Виеладка 5. Парисовска 6. Свитоерска 7. Новолипие 8. Капитульна 9. Дзиекания 10. Лешноo 11. Тлумаке 12. Мариенштадт 13. Дзиеканка 14. Виелополе | 15. Гржибов 16. и 24. Биелино 17. Станиславов 18. Александрия 19. Новосвиека 20. Ординака 21. Тамка-Калешин 22. Бозидар-Калешин 23. Новогродзка 24. и 16. Биелино 25. Солек 26. Голедзинов 27. Прага 28. Скаришев-Камион |

Варшавские юридики (2-я половина XVIII века):
1. Старый город
2. Новый город
3. Шимановская
4. Виеладка
5. Парисовска
6. Свитоерска
7. Новолипие
8. Капитульна
9. Дзиекания
10. Лешноo
11. Тлумаке
12. Мариенштадт
13. Дзиеканка
14. Виелополе
15. Гржибов
16. и 24. Биелино
17. Станиславов
18. Александрия
19. Новосвиека
20. Ординака
21. Тамка-Калешин
22. Бозидар-Калешин
23. Новогродзка
24. и 16. Биелино
25. Солек
26. Голедзинов
27. Прага
28. Скаришев-Камион

Август II умер в феврале 1733 года. В сентябре польская знать вновь выбрала королём Станислава Лещинского, но он не отвечал политическим интересам Австрии и России, которые спустя месяц вынудили сейм избрать королём сына Августа II — Августа III. Конфликт интересов между лагерем Лещинского, поддерживаемым Швецией и Францией, и сторонниками Августа III, поддерживаемыми Россией и Австрией привели к Войне за польское наследство, где Польша выступала лишь в роли поля битвы; Варшава снова подверглась оккупациям. По итогам военных действий Август III остался королём, а Лещинский бежал во Францию. Несмотря на политическое бессилие государства, саксонский период был временем развития для Варшавы. Саксонские короли привлекли множество немецких архитекторов, перестроивших Варшаву наподобие Дрездена. В 1747 году в Варшаве была основана Библиотека Залуских братьями Юзефом Анджеем и Анджеем Станиславом Залусскими. Она была задумана как первая общедоступная библиотека в Польше и одна из самых больших библиотек в мире того времени.. Во всей Европе было только 2-3 библиотеки, которые могли сравниться с ней в обширности фондов. Первоначально библиотека насчитывала около 200 000 наименований, и число которых выросло до 400 000 к концу 1780-х годов. В их число входили кроме книг: карты, документы, коллекции из предметов искусства, научные приборы, образцы флоры и фауны.
В 1740 году Станислав Конарский, католический священник, основал Collegium Nobilium — университет для знатных сыновей, который считается предшественником современного Варшавского университета. В 1742 году был создан Городской комитет, ответственный за строительство тротуаров и системы канализации. Но большинство частей всей городской территории Варшавы не подчинялось муниципальной власти. Только в 1760-е годы удалось подчинить всю Варшаву одной администрации, благодаря действиям будущего президента города Яна Декерта (в Польше глав администраций больших городов называли президентами). В это время Варшава была разделена на 7 административных районов.

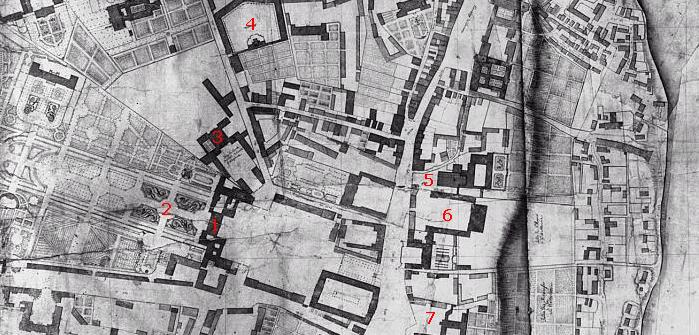
Карта 1762 года (деталь).

В 1764 году был выбран про-русски настроенный король Станислав Август Понятовский. Польша фактически находилась под протекторатом России. В 1772 году случился Первый раздел Речи Посполитой. Польские историки сходятся во мнении, что это событие послужило толчком для пробуждения польской знати, заставившее задуматься о будущем их государства. Благодаря реформаторским настроениям, идеи Просвещения получали большое влияние в вопросе дальнейшего развития Польши. В 1765 году король основал Корпус Кадетов — первую светскую школу в Варшаве (несмотря на своё название она не имела отношение к военному делу). В 1773 году появилось первое в мире министерство образования — Комиссия Народного Образования (Komisja Edukacji Narodowej). В 1775 году возведён новый мост через Вислу, существовавший до 1794 года.

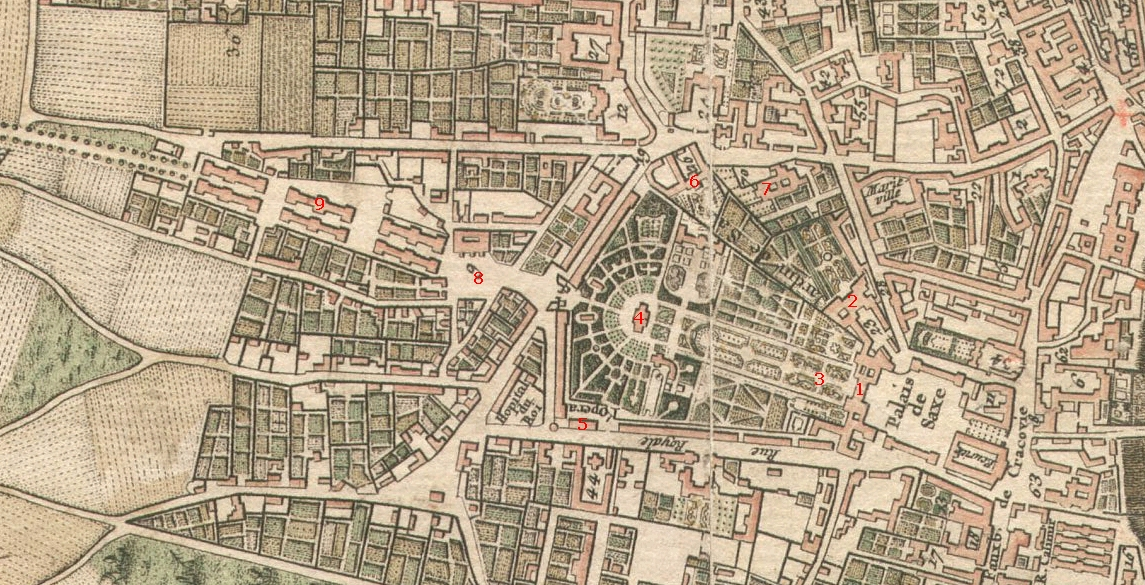
Саксонская ось около 1781 года.

Это время стало новым этапом в развитии Варшавы. В городе росла политическая активность, получали распространение прогрессивные идеи, политические и экономические изменения, — всё это оказывало важнейшее влияние на развитие Варшавы, чья архитектура начала отображать современные устремления и тенденции. Увеличивалось количество фабрик и рабочих, росли городские слои торговцев, промышленников и финансистов. В то же время существовала крупномасштабная миграция крестьян в Варшаву. В 1792 году население Варшавы составляло 115 000 человек, в то время как в 1754 году насчитывалось всего 24 000 жителей. Эти изменения привели к бурному развитию строительства. Росли новые резиденции знати, средний класс обзаводился собственными домами.
18 апреля 1791 года был принята Конституция: она предоставила права гражданам, объединила город в одну административную единицу, отменила юрисдикцию, разделившую город на районы, и дала широкие полномочия местным органам власти. 21 апреля 1791 был зарегистрирован новый устав в городских книгах. Начиная с 1991 года, то есть с двухсотой годовщины этого события, местные власти Варшавы празднуют День Варшавы 21 апреля. Победившая конфедерация Тарговица привела к разрушению работы Четырёхлетнего Парламента, второму разделу Польши (в 1793 году, первый состоялся в 1772) и сложной экономической ситуации, она была не в состоянии подавить стремление Варшавы к свободе.
23 января 1793 Пруссия и Россия осуществили второй раздел Польши. Пруссия захватила Гданьск, Торунь, Великую Польшу и Мазовию, а Россия — большую часть Литвы и Беларуси, почти всю Волынь и Подолье. Поляки сражались, но были разбиты, реформы Четырёхлетнего сейма были отменены, а оставшаяся часть Польши превратилась в марионеточное государство. В 1794 Тадеуш Костюшко возглавил массовое народное восстание, которое закончилось поражением. Третий раздел Польши, в котором участвовала Австрия, был произведен 24 октября 1795; после этого Польша как самостоятельное государство исчезла с карты Европы.

## 1795—1914
Варшава осталась столицей Королевства Польского в составе конфедерации Речь Посполитая, унии Польши и Литвы, до 1795 г., когда была захвачена Королевством Пруссия. Освобожденная армией Наполеона в 1806, Варшава была сделана столицей недавно созданного Варшавского герцогства. После Венского конгресса 1815 г. Варшава стала центром Конгресса Польши, конституционной монархией под личным союзом с Российской империей. Во время этого периода при правлении относительно либерального российского императора Александра I в Варшаве был построен Королевский университет (1816). В 1818 г. ратуша на старом городском рынке была снесена, потому что стала слишком маленькой для города. Власти города переехали во дворец Яблоновских (Большой Театр), где остались до Второй мировой войны.
После повторных нарушений польской конституции русскими (особенно после смерти Александра I, когда реакционер Николай I принял власть), вспыхнуло восстание в ноябре 1830 г. Оно началось с нападения на Бельведер — место жительства великого герцога Константина Павловича, главнокомандующего польской армии и фактического наместника короля. Восстание 1830 г. привело к польско-российской войне (1831), самое большое сражение которой произошло 25 февраля 1831 г. в Грохове — деревне в современной северной части района Праги. После разгрома польской армии Царство Польское было ликвидировано и поделено на губернии. Император создал военную администрацию в Варшаве. Сейм и польская армия были распущены, а также закрыт университет.
Рост железных дорог превратил Варшаву в важный железнодорожный узел. Были открыты дороги в Вену (Варшаво-Венская железная дорога, 1848), Санкт-Петербург (Петербурго-Варшавская железная дорога, 1862), Быдгощ (1862), Тересполь (Варшавско-Тереспольская железная дорога, 1867), Ковель (Привислинская железная дорога, 1873), Млаву (1877), Калиш (1902), наряду с несколькими более короткими линиями. В 1864 г. построили первый железный автодорожный мост на каменных поддержках. В 1875 г. и 1908 г. были построены два железнодорожных моста. Это был один из самых современных мостов в Европе в то время. В 1862 г. университет был снова открыт, а в 1898 г. был основан Институт Николая II.

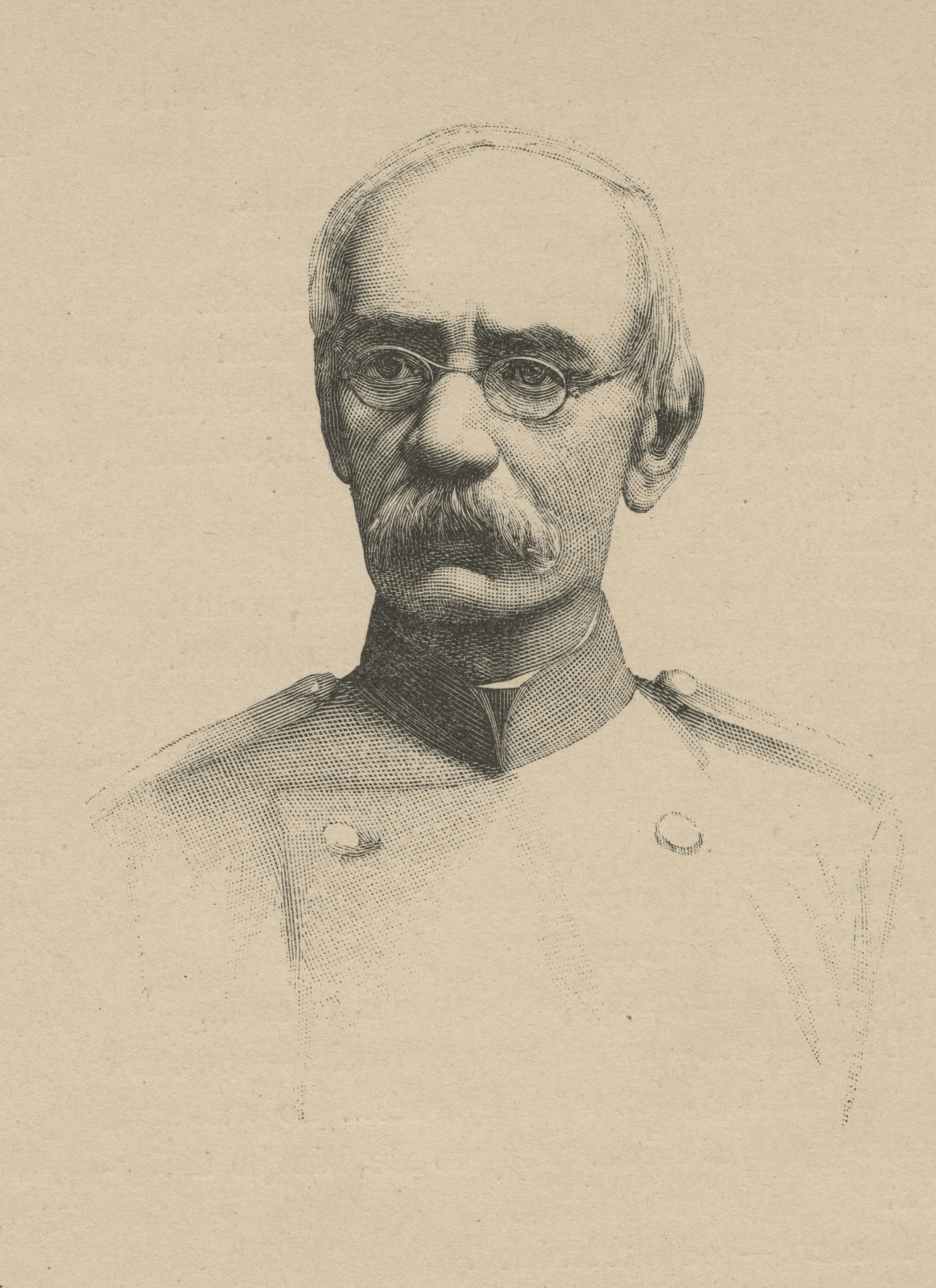
Сократ Старынкевич

Варшава процветала в конце XIX века при губернаторе Сократесе Старынкиевиче (1875—1892), генерале российского происхождения, назначенном царем Александром III. При Старынкиевиче в Варшаве были открыты первые водные и канализационные системы, разработанные и построенные английским инженером Уильямом Линдли и его сыном, Уильямом Хирлейном Линдли. Старынкиевич также основал кладбище Бродно (1884), одно из самых больших европейских кладбищ.
В 1904 г. была построена первая электростанция. В городе установили электрические фонари и в 1908 г. открылся первый трамвайный маршрут. В 1914 г. открылся мост Станислава Понятовского.
В 1897 г. по переписи населения в Варшаве проживали 60,5 % поляков, 34,9 % евреев и 3,8 % русских.

## Первая мировая война
1 августа 1915 г. в Варшаву вошли германские войска. Русские войска, отступая, уничтожили все мосты в городе, в том числе и мост Понятовского, который был открыт за 18 месяцев до того, и вывезли оборудование из фабрик, что сделало ситуацию в Варшаве более трудной.
Немецким властям, возглавляемым генералом Гансом фон Безелером, была нужна польская поддержка во время войны против России, таким образом, они попытались казаться дружелюбными по отношению к полякам. Например, они повторно ввели право преподавать на польском языке, и в 1915 г. они открыли Технический университет, Варшавскую Школу Экономики и Варшавский университет естественных наук.
Однако самое важное решение для городского развития состояло в том, чтобы включить Прагу в состав Варшавы. Российские власти не позволили расширять Варшаву, потому что было запрещено пересекать двойную линию фортов, окружавших город.
Осенью 1918 г. в Германии началась Ноябрьская революция. 8 ноября немецкие власти покинули Варшаву. 10 ноября Юзеф Пилсудский приехал в Варшаву. 11 ноября Регентский Совет дал ему всю военную власть, а 14 ноября — всю гражданскую власть. Поэтому 11 ноября 1918 г. празднуется как начало независимости Польши. Варшава стала столицей Польши.

## 1918—1939
Первые годы независимости выдались для Польши крайне тяжелыми — хаос, гиперинфляция и Советско-польская война, переломным моментом в которой стала знаменитая Варшавская битва, по сути предрешившая исход войны и позволившая Польше в результате сохранить свою независимость.

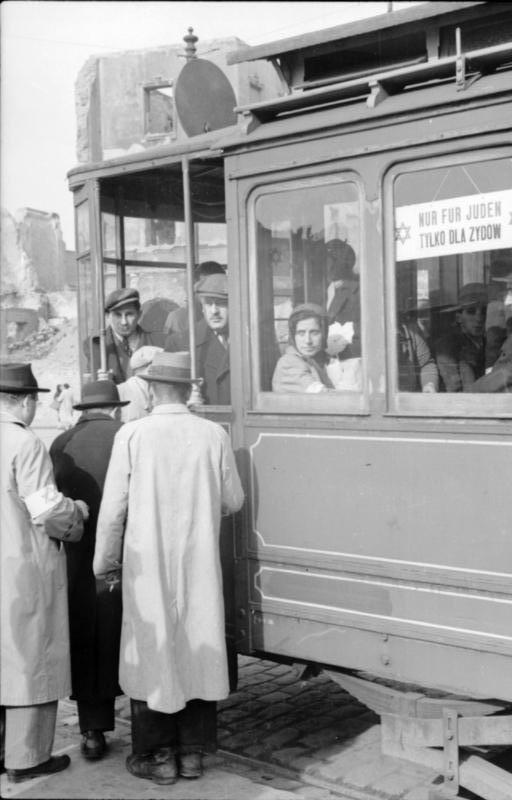
Трамвай в Варшаве, 1941 год, надпись: «Только для евреев» (Nur für Juden).

## Вторая мировая война

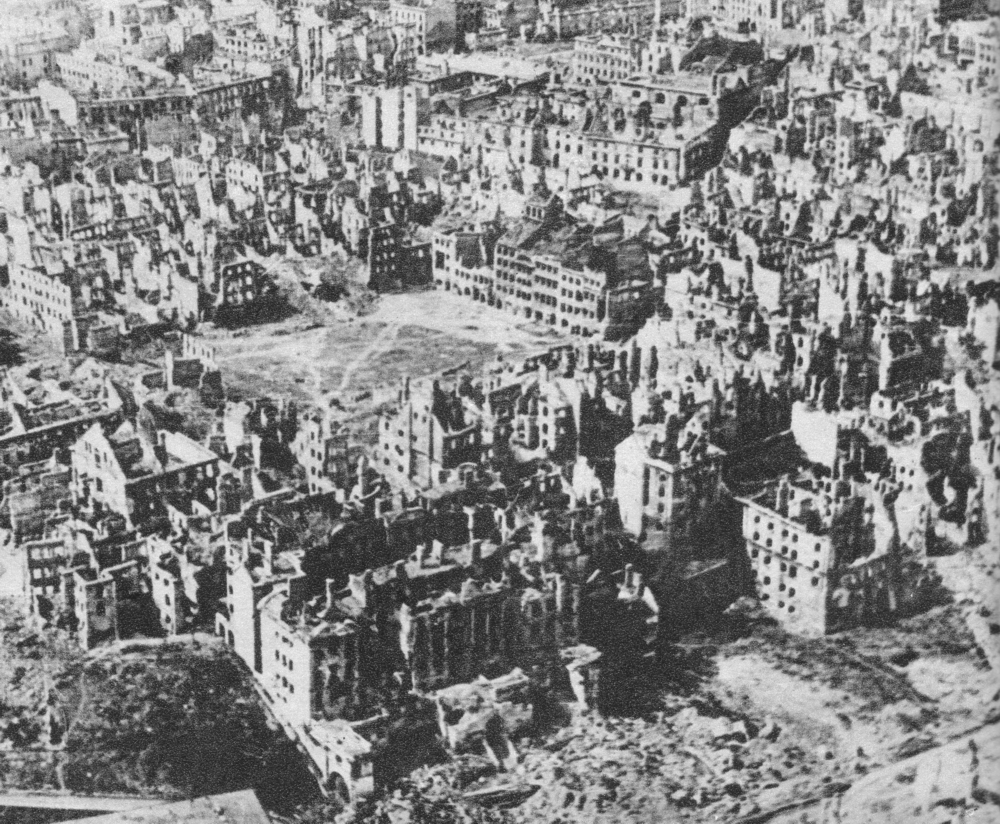
Вторая Мировая война. 85 % Варшавы было разрушено

Первые бомбы упали на Варшаву уже 1 сентября 1939 г. К сожалению, самые важные представители гражданской и военной администрации (наряду с главнокомандующим армии, маршалом Эдвардом Рыдз-Смиглы) бежали в Румынию и взяли с собой большую часть оборудования и боеприпасов, предназначенных для защиты города. Чтобы остановить хаос, президент Старжынский захватил полную гражданскую власть, хотя у него не было права сделать это: всё время он поддерживал дух людей в радиоречах. 9 сентября немецкие танки прорвались к Варшаве с юго-запада, но защитникам (с большим количеством гражданских волонтеров) удалось остановить их в районе Охота. 13 сентября немецкое кольцо вокруг Варшавы замкнулось. Ситуация осложнилась ещё и новостью о том, что 17 сентября Советский Союз вторгся в Восточную Польшу. 17 сентября сгорел дотла королевский замок, а 23 сентября — электростанция. 27 сентября Варшава капитулировала и 1 октября немцы вошли в город. В сентябре 1939 г. приблизительно 31 тыс.человек погибли (включая 25 тысяч гражданских лиц) и 46 тысяч были ранены (включая 20 тысяч гражданских лиц). 10 % зданий были разрушены. 27 октября немцы арестовали президента Старжынского (Stefan Starzyński) и выслали его в концентрационный лагерь Дахау, где он умер в 1943 или 1944 гг. (точная дата неизвестна).
С началом операции «Барбаросса» столица Польши неоднократно подвергалась бомбёжкам советской авиацией. Первые советские налеты на оккупированную Варшаву состоялись в конце июня 1941 года. Позже советская авиация ещё несколько раз бомбила Варшаву, причём наибольшие потери и разрушения были нанесены авианалётами, совершёнными летом 1942 и в мае 1943 года. Целями ударов были немецкие военные объекты и узлы связи. Однако много раз советские бомбы падали на густонаселённые жилые кварталы (в том числе и на Варшавское гетто). В результате авианалётов погибло не менее 1000 варшавян, ещё несколько тысяч получили ранения, снесено или повреждено несколько сотен зданий.
Когда 19 апреля 1943 года пришёл приказ уничтожить Варшавское гетто в рамках «окончательного решения» Гитлера, еврейские боевики начали восстание в Варшавском гетто. Несмотря на сильное превосходство в вооружении и численности, гетто продержалось почти месяц. Когда боевые действия закончились, почти все выжившие были убиты, лишь немногим удалось бежать или спрятаться.
К июлю 1944 года Красная Армия глубоко проникла на территорию Польши и преследовала немцев в направлении Варшавы. Зная, что Иосиф Сталин был враждебно настроен к идее независимой Польши, польское правительство в изгнании в Лондоне отдало приказ подпольной Армии Крайовой (АК) попытаться отобрать контроль над Варшавой у немцев раньше Красной Армии. Таким образом, 1 августа 1944 года, когда Красная Армия приближалась к городу, началось Варшавское восстание. Вооруженная борьба продолжалась 63 дня, до 2 октября. В конце концов, бойцы Армии Крайовой и помогавшие им гражданские лица были вынуждены капитулировать. Нацисты фактически разрушили Варшаву.

## Социалистическая Варшава
В 1945 году, после бомбардировок, восстаний, боев и сноса домов, большая часть Варшавы лежала в руинах. Рядом с остатками готического зодчества из-под завалов вырвались руины великолепных зданий времен конгресса Польши и железобетонные мощи довоенной постройки.
17 января 1945 года советские войска вошли в левую часть Варшавы и 1 февраля 1945 года провозгласили Польскую Народную Республику (фактическое провозглашение состоялось в Люблине 22 июля 1944 года). Одновременно с этим было создано Бюро капитального строительства. Архитекторы, которые работали в Бюро, следуя идеям функционализма и при поддержке коммунистического режима, решили обновить Варшаву в современном стиле, с большими свободными площадями. Они снесли многие существующие здания и сооружения, которые могли быть восстановлены. Однако не все их идеи прозвучали. В 1953 году Старый город и Королевский путь были реконструированы так, как это было до войны (с помощью многочисленных картин многих художников, включая Каналетто). С другой стороны, из-за отсутствия «коренных» жителей, дома заселяли «простые люди», которые часто не содержали дома должным образом. Правительство не бралось за сложную и дорогостоящую реконструкцию королевского замка. Почти вся собственность была национализирована (см. Декрет Бьерута).

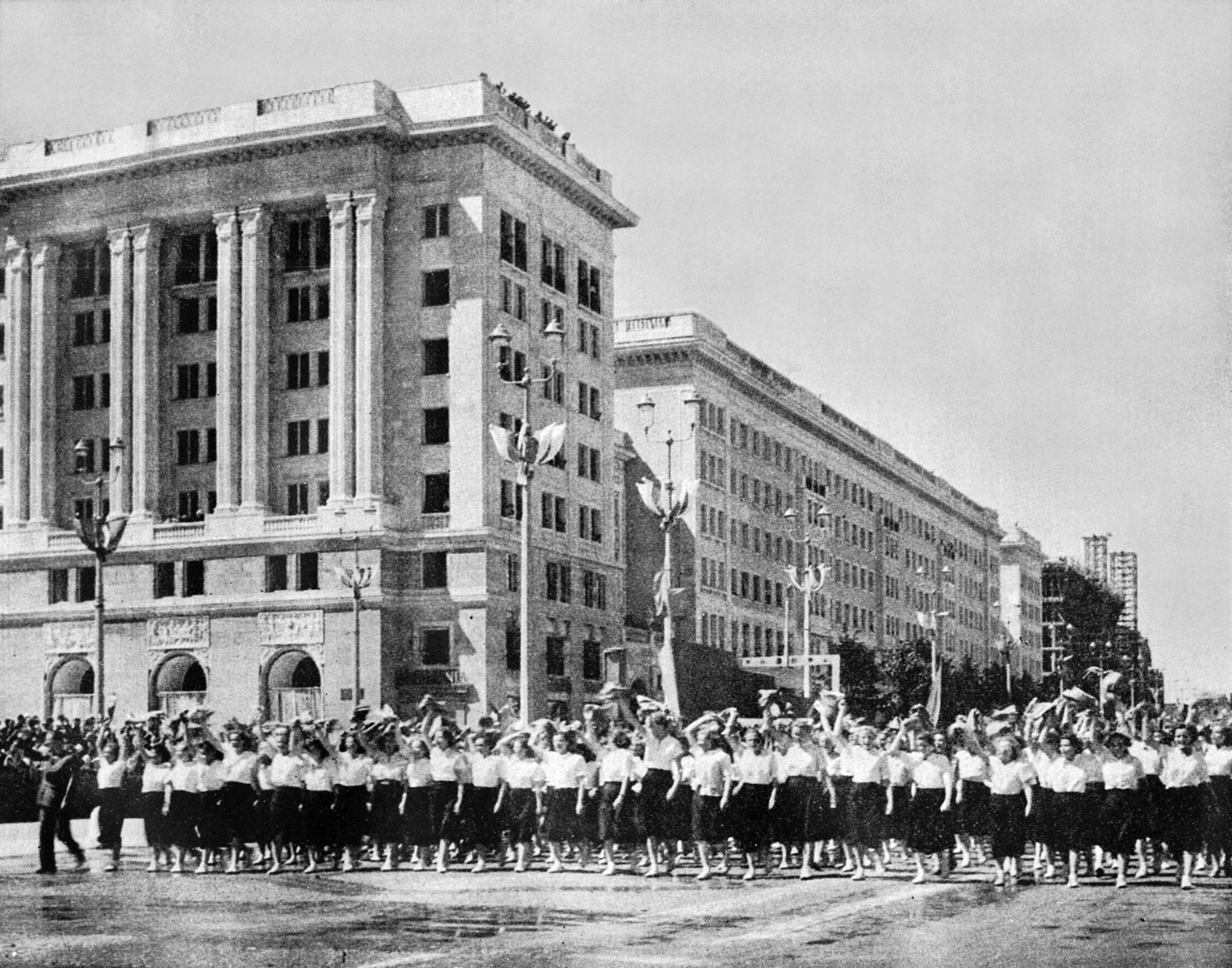
MDM — Маршалковский жилой комплекс. 1952 год

Восстановление Старого города является достижением в глобальном масштабе. В 1980 году ЮНЕСКО высоко оценила эти усилия и внесла Старый город в список Всемирного наследия ЮНЕСКО.
Символами новой Варшавы стали:
- Варшавский W-Z маршрут («Trasa W-Z») под Старым городом (1949)
- МДМ (Marszałkowska Dzielnica Mieszkaniowa — Маршалковский жилищный район) жилой комплекс (1952)
- Дворец культуры и науки (ПКиН, 1955) — образец сталинской архитектуры, в то время второе по высоте здание в Европе.
- Стадион Десятилетия (1955).

Строительство МДМ и ПКиН требовало сноса существующих зданий. Снос, однако, позволил создать один из уличных планов в Европе, помимо плохого состояния дорог и плохо спланированных перекрестков.
В 1951 году Варшава была вновь значительно расширена для решения проблемы нехватки жилья: со 118 км² до 411 км². В 1957 году район Рембертув был присоединён к большой Варшаве. На объединённых территориях городские власти отдали приказ о строительстве в основном крупных сборных домов, типичных для городов Восточного блока.

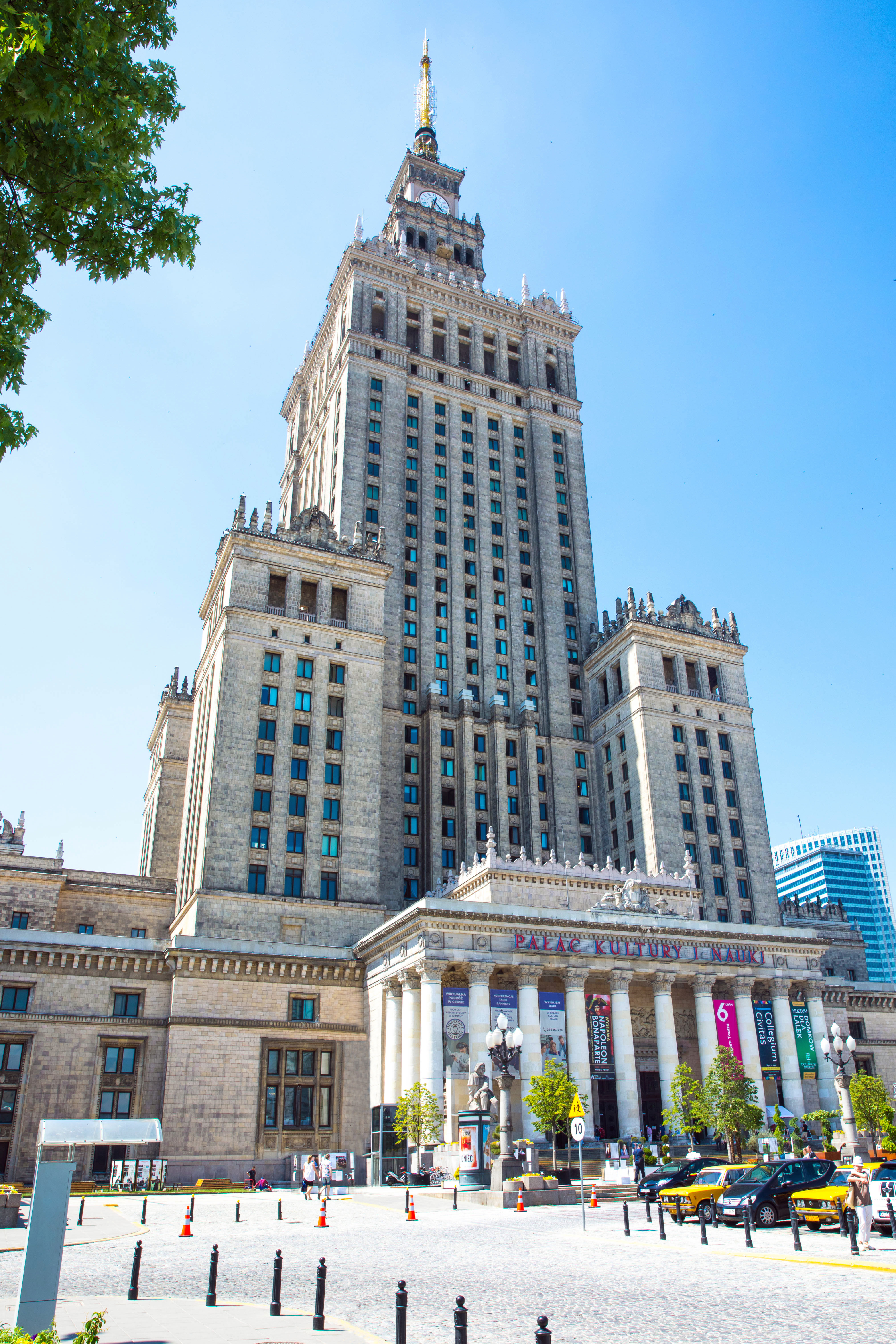
Дворец Культуры и Науки в наши дни

Советское присутствие, символизируемое Дворцом культуры и науки, оказалось очень спорным. Сталинизм в Польше продолжался до 1956 года, как в СССР. Лидер (первый секретарь) Польской коммунистической партии (ПЗПР) Болеслав Берут внезапно погиб в Москве во время XX съезда КПСС. Уже в октябре новый первый секретарь Владислав Гомулка в своем выступлении на митинге на площади перед ПКиН поддержал либерализацию режима (так называемую «оттепель»). Сначала Гомулка был очень популярен, потому что его тоже посадили в сталинские тюрьмы, а когда он занял пост лидера ПОРП, он пообещал много, но популярность прошла довольно быстро. Гомулка постепенно ужесточал режим. В январе 1968 года он запретил ставить «Дзяды», классическую драму Мицкевича, полную антирусских аллюзий. Это была «последняя капля горечи»: тогда студенты вышли на улицы Варшавы и собрались у памятника Мицкевичу в знак протеста против цензуры. Демонстрации охватили всю страну, протестующие были арестованы полицией. В этот раз рабочие не поддерживали студентов, но два года спустя, когда в декабре 1970 года армия открыла огонь по протестующим в Гданьске, Гдыне и Щецине, эти две социальные группы сотрудничали, и это помогло положить конец Гомулке.
Гомулку сменил Эдвард Герек. По сравнению с серым Гомулкой, Герек правил успешнее. Вступив в должность, Герек согласился восстановить Королевский замок. Гомулка был против этой идеи до конца своей жизни, потому что был убежден, что замок является символом буржуазии и феодализма. Восстановление началось в 1971 году и завершилось в 1974 году — в том же году была завершена реконструкция Лазенковской трассы (Trasa Łazienkowska). Маршрут и мост, соединяющие район вокзала Варшава-Западная с усадьбой Грохув — широкой улицей на правом берегу (Прага) — получил название проспект Соединённых Штатов. Следующими важными инвестициями из Герека являются: Центральный вокзал Варшавы (1975, ныне самый большой вокзал в Варшаве) и широкая двухполосная дорога Варшава-Катовице, которая и сейчас называется «Геркувка» (в выборе пункта назначения очень важным было то, что сам Герек родился в Силезии, в Соснеце). Но процветание времен Герека было основано на очень хрупком фундаменте: Герек брал много кредитов из-за рубежа и не знал, как эффективно управлять ими, поэтому время от времени повторялись кризисы и беспорядки рабочих. Первая, более серьёзная, была в 1976 году, когда бастовали рабочие из Радома и Урсуса; последний граничил с Варшавой с запада, где находился большой тракторный завод. В наказание Урсус был включен в состав Варшавы как часть района Охота; площадь Варшавы увеличилась на 10 квадратных километров (3,9 м².).

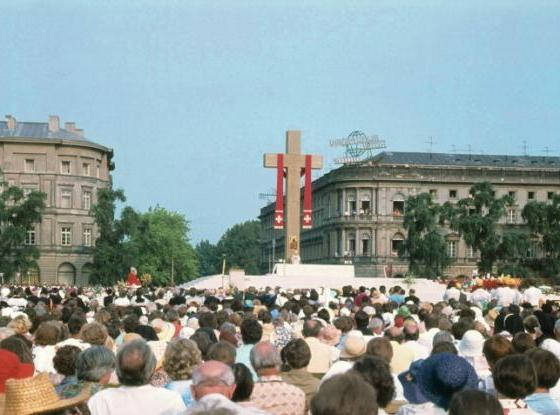
Месса Иоанна Павла II на площади Победы, 1979 год.

Во время кризиса 1980-х годов и тяжелого периода военного положения, визитов Иоанна Павла II на родину в 1979 и 1983 годах оказали поддержку начинающему Движению солидарности и способствовали росту антикоммунистического рвения в стране. В 1979 году, менее чем через год после избрания папой, Иоанн Павел отпраздновал мессу на площади Победы в Варшаве и закончил свою проповедь призывом «обновить лицо» Польши: Пусть сойдет Дух Твой! Да спустится Дух Твой и обновит лицо земли! Эта земля! Эти слова были очень значимы для польских граждан, которые воспринимали их как стимул для демократических перемен.
С февраля по апрель 1989 года представители польского правительства и «Солидарности» вели переговоры на круглом столе во дворце Наместника (Президентский дворец) в Варшаве. Результатом стало согласие правительства на участие Солидарности в выборах в Сейм, назначенных на 4 июня. Солидарность получила все места, за которые она могла претендовать в соответствии с соглашением о проведении «круглого стола». Это было началом больших перемен для всей Европы.
После политических преобразований Сейм принял закон, который восстановил Варшавское городское правительство (18 мая 1990 г.).

## Новейшее время
В 1995 году открылся Варшавский метрополитен. Строительство было начато в 1983 году.
В 2002 году город Весола был включен в состав Варшавы, и столица Польши снова расширилась ещё на 22,6 квадратных километров (8,7 м².).
После вступления Польши в Европейский Союз в 2004 году Варшава пережила самый большой экономический бум в своей истории.
Ещё одним важным стимулом развития экономики стал Чемпионат Европы по футболу в Польше и Украине в 2012 году. В Варшаве состоялось 5 матчей, включая матч открытия чемпионата.

## Исторические изображения

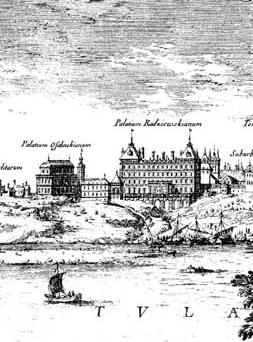
Дворец Оссолинских и дворец Казановских (1656)
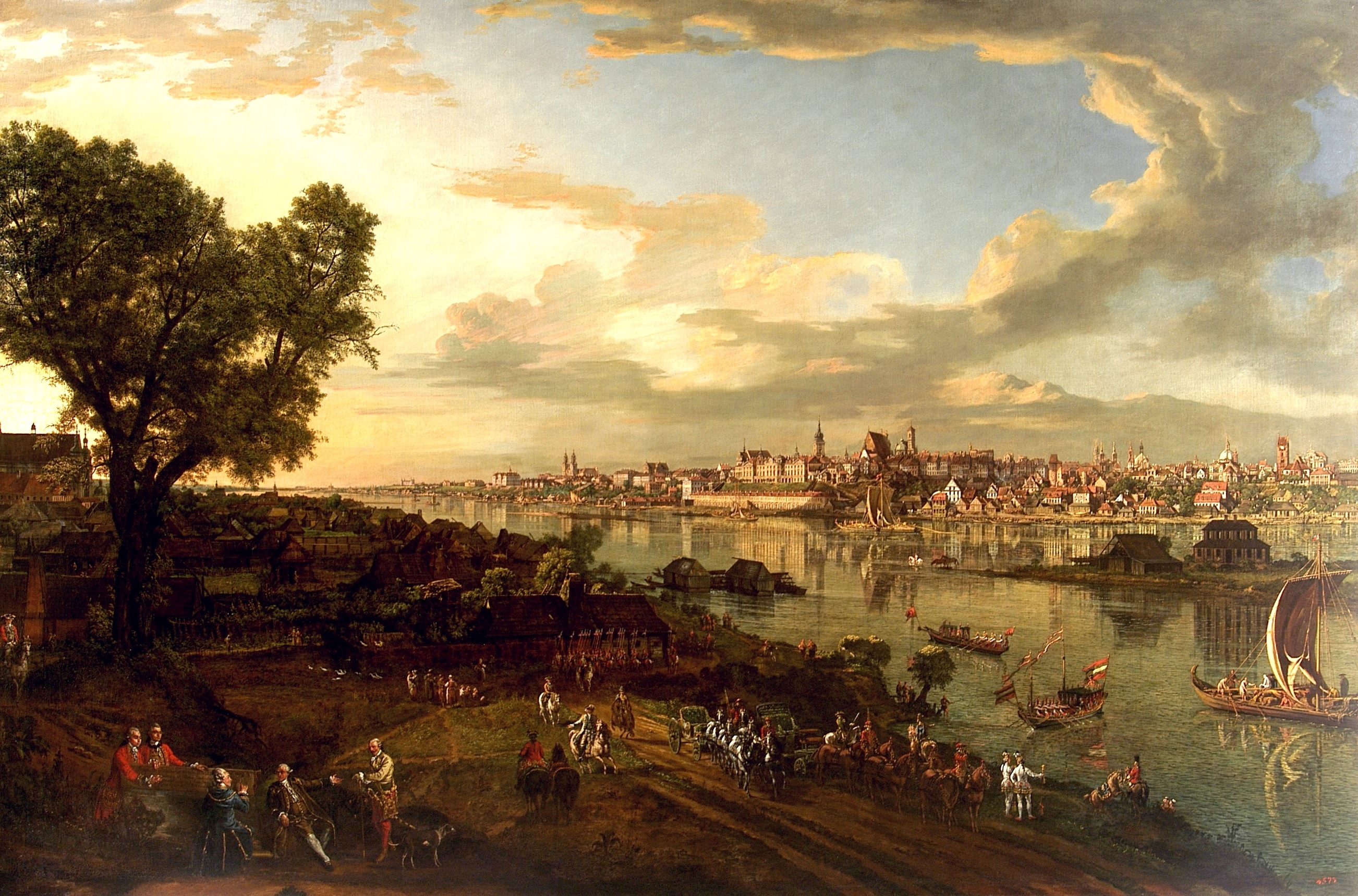
Вид на Варшаву из Праги (1770)
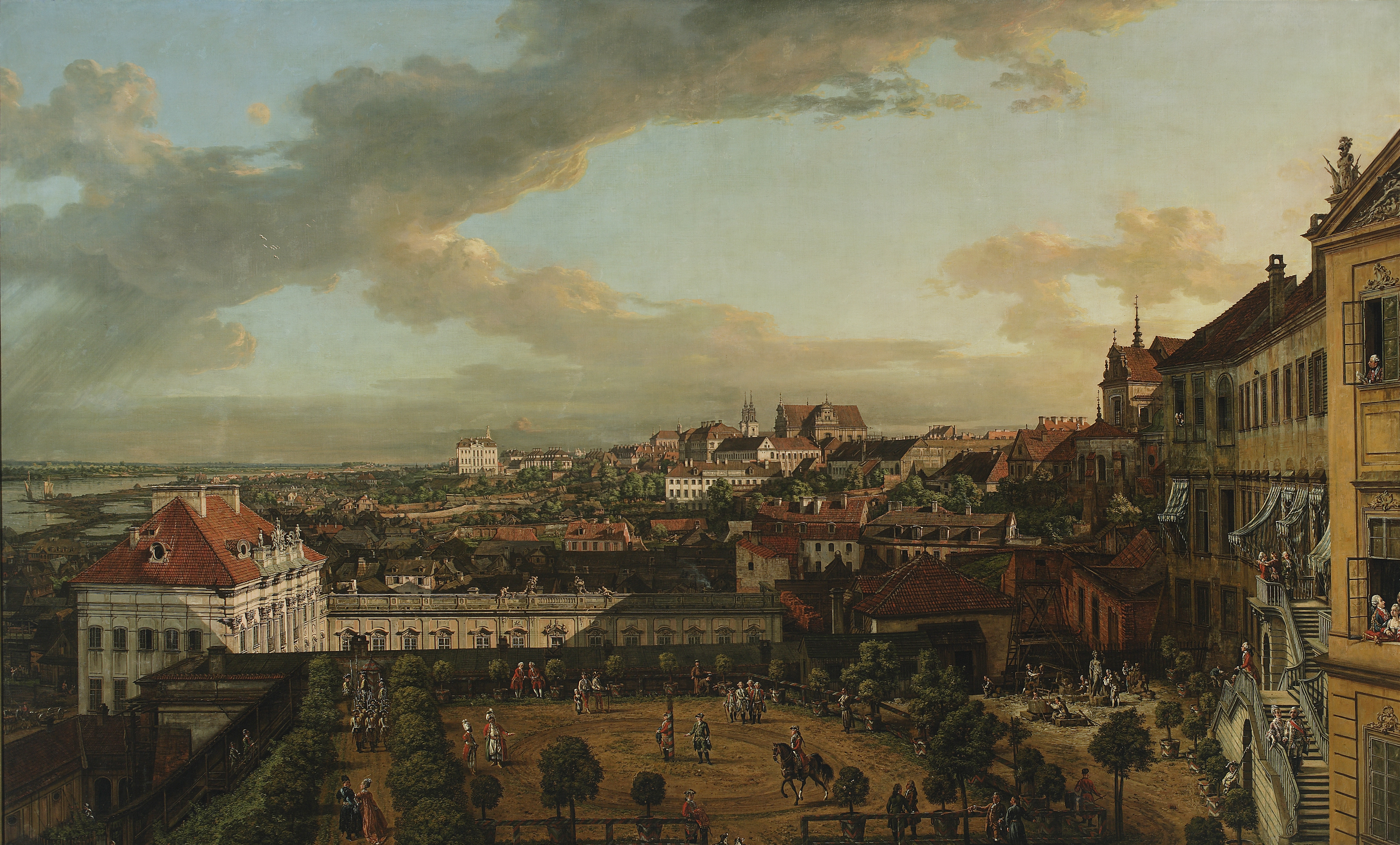
Вид Варшавы из Королевского дворца (1773)
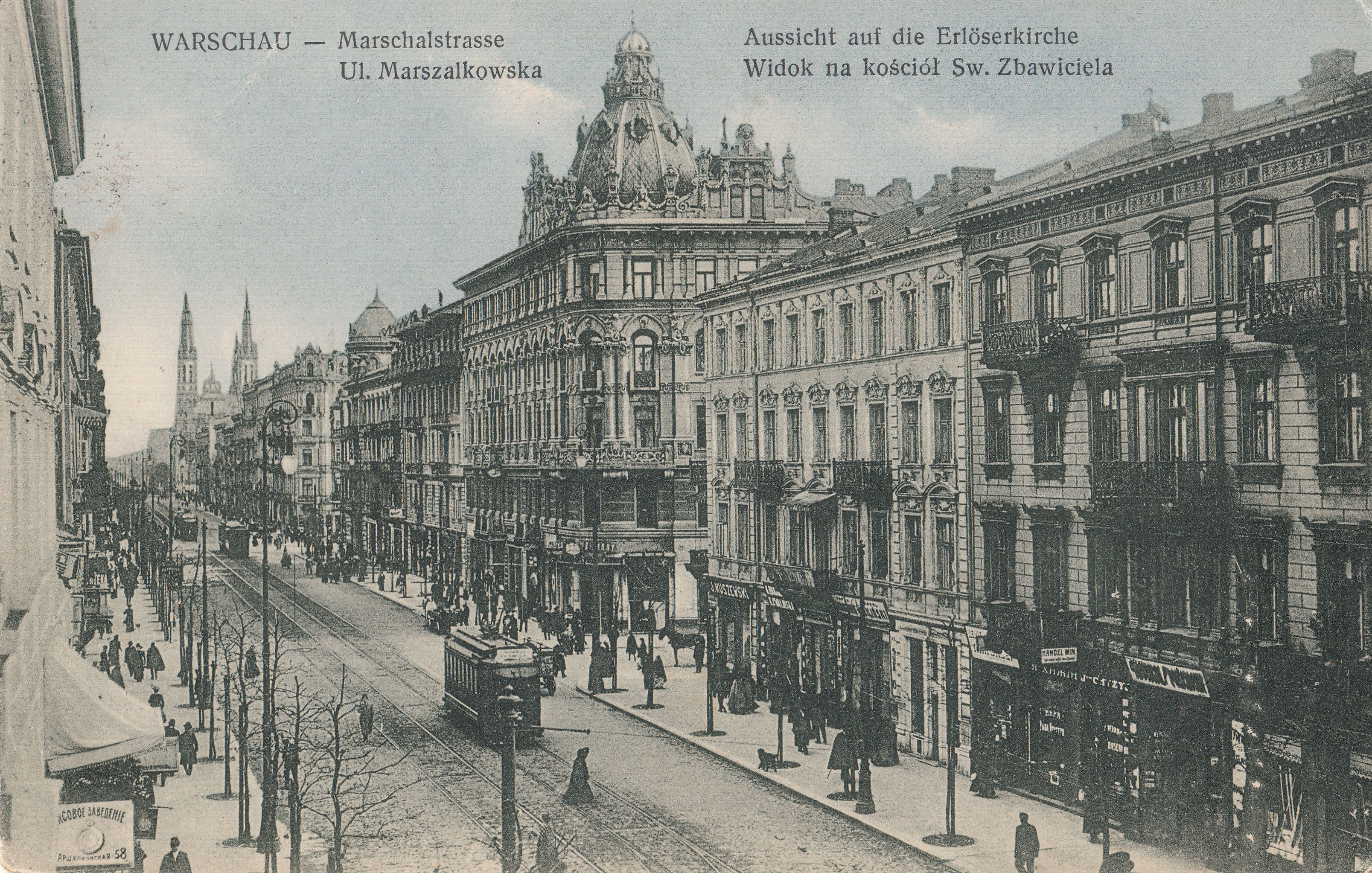
Маршалковская улица (1912)
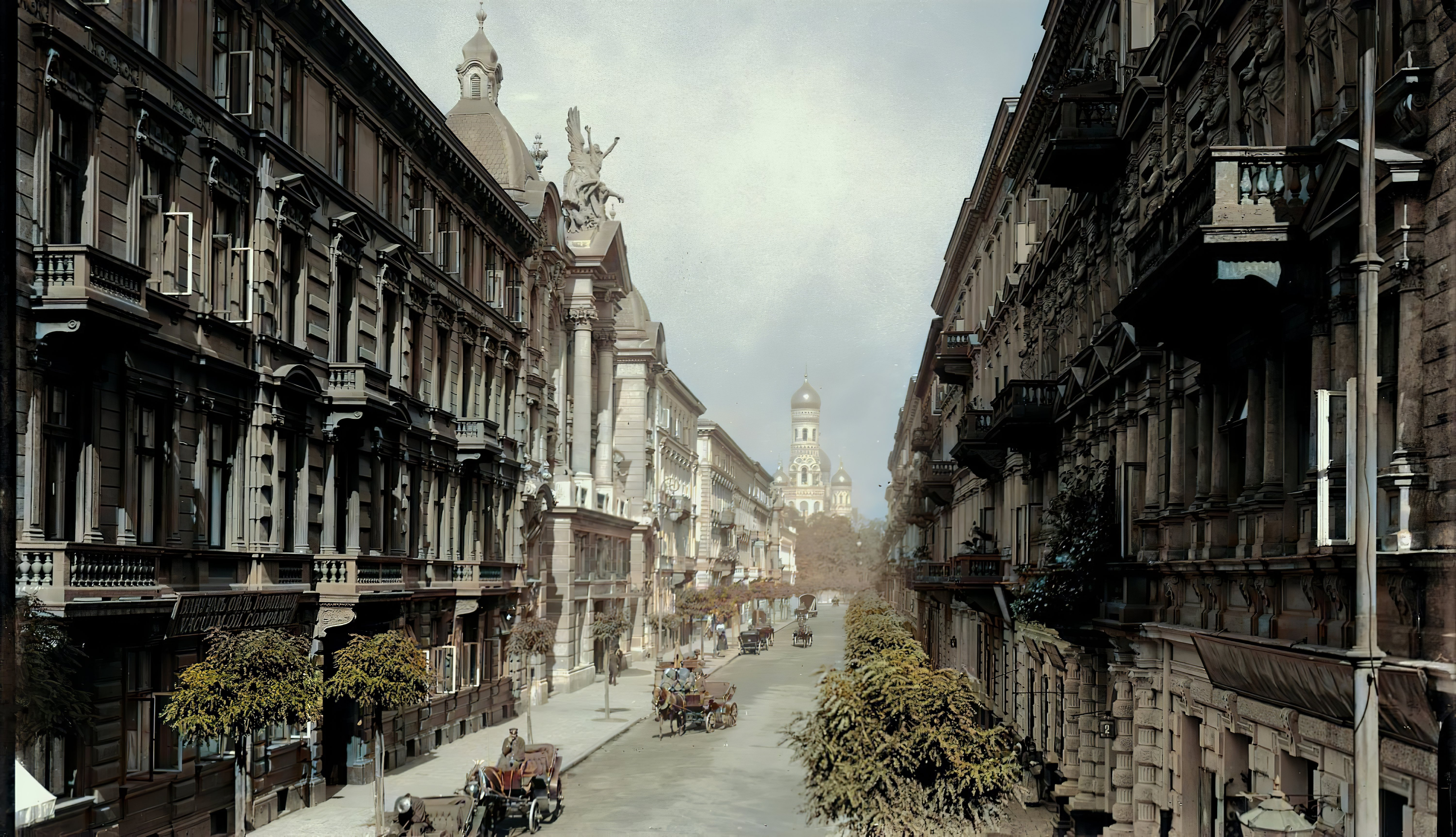
Мазовецкая улица с видом на Александро-Невский собор. Начало 1920-х